# Грязов Андрій Борисович
Андрі́й Бори́сович Грязо́в (нар. 5 грудня 1961, м. Мари Туркменської РСР) — член  Національної спілки письменників України, організатор Міжнародного фестивалю "Каштановий Дім", головний редактор літературного альманаху "Каштановий Дім", засновник Премії ім. Арсенія та Андрія Тарковських у галузі поезії та кінематографу, член редакційної колегії журналу "Райдуга", головний редактор журналу "Лімузин", засновник театру «ПоеТ», голова журі  Міжнародного фестивалю "Поетична Ліга". 

Закінчив Київський медичний інститут в 1984 році. Пройшов шлях від лікаря-рентгенолога до завідувача відділення. Працює в  Інституті нейрохірургії [Архівовано 10 серпня 2011 у Wayback Machine.] ім. А.П. Ромоданова у відділі радіохірургії та нейровізуалізаційних досліджень, завідувач відділенням радіонейрохірургії. Кандидат медичних наук. Старший науковий співробітник. Стажувався в клініках США, Італії та Росії. Мешкає у Києві.

## Творчість

### Досягнення
Перші спроби писати вірші почалися у 9 класі. Сам поет стверджує, що перші гідні вірші написав на 1-2 курсі інституту.
Член журі та призер багатьох Міжнародних поетичних конкурсів, власник премії імені Грибоєдова (2010 р).
- Лауреат премії імені Ю. Долгорукова.
- Премія імені Миколи Ушакова (2008).
- Лауреат премії газети «Поетград» (Москва, 2012).
- Літературна премія імені Леоніда Вишеславського «Планета поета» (2014).[2]

Публікації у періодичних виданнях України, Росії, США, Німеччини, Ізраїлю та ін. Вірші перекладені на українську, англійську, французьку та німецьку мови.

#### Літературні збірки
1. Перекресток. Киев: Байда, 1994;
2. Каштановый дом. Киев: Байда, 1997;
3. Подсвечники. /Предисл. В.Дробота. Киев: Байда, 1998;
4. На ладони. /Предисл. К.Квитницкой. Киев: Байда, 2000;
5. На ладони. Санкт-Петербург: Геликон  плюс, 2001;
6. Мой берег. / Предисл. Л.Давиденко. Киев: Байда, 2001;
7. Муравей тишины. Киев: Радуга, 2004;
8. Джаз. /Предисл. Михаила Красикова. Харьков: ТО Эксклюзив, 2005;
9. Точка Слуха / Предисл. Михаила Красикова. Харьков: ТО Эксклюзив, 2008;
10. Роса. /Предисл. Ивана Жданова. Киев: Байда, 2011;
11. Доктор Будьздоров. Киев, 2013.

#### Друк у журналах
1. "Новый журнал" (Нью-Йорк);
2. "Зарубежные записки [Архівовано 12 липня 2018 у Wayback Machine.]" (Німеччина);
3. "Хрещатик"
4. "Дружба народів [Архівовано 20 вересня 2012 у Wayback Machine.]";
5. "Зінзівер [Архівовано 9 червня 2013 у Wayback Machine.]";
6. "Аталанта" (Аталанта, США);
7. "Дети Ра [Архівовано 2 лютого 2015 у Wayback Machine.]";
8. "Таллінн" (Естонія);
9. "Поезія" (Москва);
10. "Радуга";
11. "Ренесанс [Архівовано 4 грудня 2014 у Wayback Machine.]" (Київ);
12. "Склянка часу";
13. "Соты";
14. "Сталкер" (Новосибірськ);
15. "Стільники";
16. "На любителя";
17. "Девятый скиф";
18. "Ковчег" (Україна);

та ін.

### Антології
Вірші ввійшли в антології:
1. «Київ. Російська поезія. XX століття» (Мюнхен);
2. «Руська поезія України» (Київ);
3. «Пісні Південної Русі» (Донецьк);
4. «Земляки» (Москва);
5. «Самий час» (Москва).

#### Автор спектаклів
1. "Андреленовый эликсир";
2. "Лечение Любовью";
3. "Исповедь";
4. "Черная кошка";
5. "Любовь and Helloween".

## Наукові публікації (Український нейрохірургічний журнал)
- "Можливості радіохірургічного лікування метастазів раку в головному мозку" (2012);
- "Застосування магнітно-резонансної томографії для виявлення структурних змін гліом низького ступеня злоякісності в процесі лікування" (2009);
- "Візуалізація каудальної групи черепних нервів за допомогою магнітно-резонансної томографії" (2006);
- "Магнітно-резонансна томографія в діагностиці медулобластом задньої черепної ямки" (2000) та ін.